# Laibum
Laibum (vagy Itti-Bél) akkád férfi volt Azupiranu városban, Sarrukín akkád király apja. A korai időkben keletkező sumer nyelvű Sarrukín-krónika említi, de közelebbit nem közöl róla, az újasszír változat már egyáltalán nem nevezi meg. Sarrukín maga azt írja, hogy apját nem ismerte soha, míg magáról azt állítja, hogy Akki kertésze (is) volt, mielőtt Ur-Zababa pohárnoka lett. A sumer királylista szerint Sarrukín apja volt kertész. A Sarrukín-legenda szerint gyermekével soha nem is találkozhatott, mivel az anyja, Enítum a születése után kitette az Eufráteszre egy nádkosárban az újszülöttet. A Sarrukín-legenda újasszír változatában sem ismeri Sarrukín az apját, és csak annyit tud, hogy nagybátyja „a hegyen lakott”, vagy más fordításban (Komoróczy Géza) „apám testvérei a hegyet szeretik” – ez esetleg utalhat arra, hogy Laibum a Folyamközben frissen megtelepedő akkádok egyike, akinek rokonai még a hegyekben éltek.
Az a feltevés, hogy akkád lett volna, csak arra alapszik, hogy fia, Sarrukín akkád nevet vett fel és az akkád dinasztia megalapítójaként tartják számon. Sarrukínnak sem a születési neve nem ismert, sem az a név, amelyet nevelőapja adott neki, semmi sem zárja ki, hogy akár sumer is lehessen, aki az akkád nyelvű környezetben az akkád nyelvet használta. A Laibum név is sumer (la-IB2.UM, amiből az ibum valamilyen fémtárgyat jelent, a la viszont rendkívül sok jelentésű), ami viszont lehet annak következménye, hogy a sumer nyelvű Sarrukín-krónikában maradt fenn.